# Doug Rombough
Douglas George „Doug“ Rombough (* 8. Juli 1950 in Fergus, Ontario; † 20. Juni 2015 in Plantation, Florida, USA) war ein kanadischer Eishockeyspieler, der im Verlauf seiner aktiven Karriere zwischen 1968 und 1978 unter anderem 150 Spiele für die Buffalo Sabres, New York Islanders und Minnesota North Stars in der National Hockey League (NHL) auf der Position des Centers bestritten hat. Darüber hinaus absolvierte Rombough über 370 Partien in der American Hockey League (AHL) und Central Hockey League (CHL). Sein älterer Bruder Lorne Rombough war ebenfalls professioneller Eishockeyspieler.

## Karriere
Rombough verbrachte seine Juniorenzeit zwischen 1968 und 1970 bei den St. Catharines Black Hawks in der Ontario Hockey Association (OHA). Parallel studierte er an der Brock University in St. Catharines. Im Frühjahr 1970 beendete der Mittelstürmer seine Juniorenkarriere nach 133 Spielen für die Black Hawks, in denen er 60 Scorerpunkte gesammelt hatte. Anschließend wurde der im NHL Amateur Draft 1970 in der achten Runde an 97. Stelle von den neu gegründeten Buffalo Sabres aus der National Hockey League (NHL) ausgewählt.
Die Sabres setzten Rombough in der Saison 1970/71 zunächst bei den Flint Generals in der International Hockey League (IHL) ein, wo er mit 64 Punkten in 72 Einsätzen überzeugte. Zur Spielzeit 1971/72 ging Buffalo eine feste Kooperation mit den Cincinnati Swords aus der American Hockey League (AHL), die fortan als ihr Farmteam fungierten. Der junge Kanadier wurde daher in den Kader der Swords beordert und verbrachte dort die folgenden beiden Spieljahre. Mit der Mannschaft gewann er am Ende der Saison 1972/73 den Calder Cup, woran er mit zehn Toren als bester Torschütze der Playoffs maßgeblichen Anteil hatte. Zudem debütierte er im Verlauf der Spielzeit auch in der NHL, wo er im Februar 1973 fünfmal für die Sabres zum Einsatz kam. Ab der Saison 1973/74 war der mittlerweile variabel einsetzbare Angreifer fester Bestandteil des NHL-Kaders Buffalo. Bis März 1974 absolvierte er 46 Partien, ehe er im Tausch für Brian Spencer zu den New York Islanders transferiert wurde. Dort stand Rombough bis Anfang Januar 1975 insgesamt 40-mal auf dem Eis. Ein abermaliges Transfergeschäft brachte ihn allerdings gemeinsam mit Ernie Hicke in die Organisation der Minnesota North Stars, die dafür Jean-Paul Parisé nach New York abgaben.
Bei den Minnesota North Stars blieb der Offensivspieler weiterhin NHL-Stammspieler, beendete dort die Saison 1974/75 und stand auch in der folgenden Spielzeit bis November im Kader. Anschließend wurde er an das AHL-Farmteam New Haven Nighthawks abgegeben. Dort war er bis zum Anfang des Spieljahres 1976/77 aktiv, ehe er zu den Dallas Black Hawks in die Central Hockey League (CHL) wechselte. Es folgte eine weitere Saison in der CHL bei den Fort Worth Texans, mit denen er im Jahr 1978 den Adams Cup gewann. Nach dem Erfolg beendete der 28-Jährige im Sommer 1978 seine aktive Karriere. 
Rombough verstarb im Juni 2015 im Alter von 64 Jahren in seiner US-amerikanischen Wahlheimat Plantation im Bundesstaat Florida.

## Erfolge und Auszeichnungen
- 1973 Calder-Cup-Gewinn mit den Cincinnati Swords
- 1978 Adams-Cup-Gewinn mit den Fort Worth Texans

## Karrierestatistik
(Legende zur Spielerstatistik: Sp oder GP = absolvierte Spiele; T oder G = erzielte Tore; V oder A = erzielte Assists; Pkt oder Pts = erzielte Scorerpunkte; SM oder PIM = erhaltene Strafminuten; +/− = Plus/Minus-Bilanz; PP = erzielte Überzahltore; SH = erzielte Unterzahltore; GW = erzielte Siegtore; 1 Play-downs/Relegation; Kursiv: Statistik nicht vollständig)